# 芬兰宪法
《芬兰宪法》（芬蘭語：Suomen perustuslaki）是芬兰共和國国内法律的最高基础。它定义了政府的基本原理、结构和组织形式，各个不同的宪法性机构之间的关系，以及芬兰公民的基本权利。最早的芬兰宪法是芬兰于1917年宣布独立后不久的1919年生效的，而现行的宪法则是在2000年3月1日生效的。